# Т-10 «Авіа-Тор»
Т-10М/Т-10 «Авіа-Тор» — двомісний багатоцільовий літак українського виробництва. Має закриту вентильовану кабіну екіпажа, шириною 1160 мм, з рядним розташуванням крісел. Літак оснащений силовою установкою, потужністю 80—120 к.с. з гвинтом фіксованого кроку і триопорним шасі, що не забирається, з носовим колесом.

## Технічні характеристики літака
- Екіпаж: 2 чол.
- Довжина: 6.355 м
- Розмах крила : 9.13 м
- Висота: 2.24 м
- Площа крила : 13.70 м²
- аєродинамічна поверхня: TsAGI R-IIIa 12 %
- маса порожнього літака: 315 кг, у тому числі балістичний рятувальний парашут
- максимальна злітна маса: 550 кг
- силова установка: 1 × Rotax 912S
- максимальна швидкість: 190 км/год
- крейсерська швидкість: 150 км/год
- швидкість: 65 км/год
- підйомна швидкість: 255 км/год
- дальність: 700 км.
- максимальна стеля: 3,000 м[4]

## Опис конструкції літака
Літак Т-10М серії «02», сконструйований підрозділом компанії ТММ «ТММ-Авіа», виконав перші випробувальні польоти 6 травня 2008 року на аеродромі «Коротич» під Харковом.
Т-10М/Т-10 «Авіа-Тор» розроблений спеціально для початкового навчання пілотів, виконання тренувальних польотів для підтримки льотних навичок, патрулювання і повітряного моніторингу, виконання авіаційно-хімічних робіт, а також для активного відпочинку.

## Публікації
- Jackson, Paul (2010). Jane's All the World's Aircraft 2010-11. Coulsdon, Surrey: IHS Jane's. p. 614. ISBN 978-0-7106-2916-6.
- Bayerl, Robby; Martin Berkemeier; et al: World Directory of Leisure Aviation 2011-12, page 82. WDLA UK, Lancaster UK, 2011. ISSN 1368-485X
- Tacke, Willi; Marino Boric; et al: World Directory of Light Aviation 2015-16, page 85. Flying Pages Europe SARL, 2015. ISSN 1368-485X
- Partington, Dave (2010). European registers handbook 2010. Air Britain (Historians) Ltd. p. 513. ISBN 978-0-85130-425-0